# Кузевичи (Барановичский район)
Кузеви́чи (бел. Кузявічы) — деревня в Барановичском районе Брестской области Беларуси. Входит в состав Молчадского сельсовета.

## География
Расположена в 30,5 км по автодорогам к северо-западу от центра Барановичей, на расстоянии 10 км по автодорогам к юго-востоку от центра сельсовета, деревни Молчадь, на левом берегу реки Молчадь неподалёку от её истока. 

## История
В 1905 году — деревня Люшневской волости Слонимского уезда Гродненской губернии. На карте 1910 года указана под названием Кудзевичи.
После Рижского мирного договора 1921 года — в составе гмины Молчадь Слонимского повета Новогрудского воеводства Польши, 21 двор.
С 1939 года — в составе БССР, с конца июня 1941 года до июля 1944 года оккупирована немецко-фашистскими войсками.
В 1940–62 годах — в Городищенском районе Барановичской, с 1954 года Брестской области. Затем передана Барановичскому району.

## Население
На 1 января 2019 года насчитывалось 12 жителей в 9 домохозяйствах, из них 5 трудоспособных и 7 пенсионеров.
| Численность населения (по переписи) | Численность населения (по переписи) | Численность населения (по переписи) | Численность населения (по переписи) | Численность населения (по переписи) | Численность населения (по переписи) |
| 1921                                | 1959                                | 1970                                | 1999                                | 2009                                | 2019                                |
| ----------------------------------- | ----------------------------------- | ----------------------------------- | ----------------------------------- | ----------------------------------- | ----------------------------------- |
| 106                                 | ↗112                                | ↘108                                | ↘44                                 | ↘16                                 | ↘8                                  |

## Достопримечательность

### Памятник природы, заказник
- Родник Ярошево — гидрологический памятник природы местного значения. В 50 метров севернее деревни Кузевичи Молчадского сельсовета.